# بيك كوون تاي
بيك كوون تاي (بالإنجليزية: Bik Kwoon Tye)‏ (1947 في هونغ كونغ البريطانية - ) عالمة وراثة جزيئية صينية أمريكية وعالمة أحياء بنيوية. أدى عمل تاي الرائد في استنساخ الحمض النووي حقيقية النواة إلى اكتشاف جينات صيانة الكروموسوم الصغير في عام 1984، والتي تشفر النواة التحفيزية لجسيمات حقيقية النواة.